# Saint-Pée-sur-Nivelle
Saint-Pée-sur-Nivelle (Basque Senpere) là một xã thuộc tỉnh Pyrénées-Atlantiques trong vùng Aquitaine miền tây nam nước Pháp.